# Seeing

Voorbeeld van een ster, gezien door een telescoop (vertraagde weergave)

Atmosferische storingen bij het waarnemen van een maankrater (losse opnames op verschillende momenten)

Seeing (uit het Engels, van to see, zien) is de in de astronomie gebruikte term voor de invloed (onscherpte, „twinkelen”) van atmosferische storingen (turbulentie) op het zicht door telescopen. De seeing is een van de grootste problemen bij astronomische waarnemingen vanaf de aarde.
De gebruikelijke maat voor de seeing is de diameter van de zichtcirkel, dat wil zeggen, het schijfje dat de telescoop maakt van een puntlichtbron. Als diameter wordt gewoonlijk de diameter genomen waarop de intensiteit de helft van de maximale waarde heeft (full width at half maximum, FWHM). Deze diameter is een maat voor de best bereikbare hoekresolutie (scheidend vermogen) die haalbaar is met een telescoop bij een lange belichtingstijd. Hij komt overeen met de diameter van het onscherpe schijfje dat men ziet wanneer men door de telescoop naar een verre ster kijkt. De grootte van dit schijfje wordt bepaald door de zichtcondities ten tijde van de waarneming. De beste condities geven een zichtcirkel met een diameter van ca. 0,4 boogseconden. De seeing is de beperkende factor voor scherpte van astronomische opnames. Deze scherpte van de puntvormige sterren in de opnames wordt dan weer uitgedrukt in halfwaardebreedte of FWHM en de halffluxdiameter met als eenheid pixels.
Terwijl grote telescopen theoretisch een scheidend vermogen van enkele milliboogseconden hebben (het Airy-schijfje), zal het werkelijke beeld nooit beter zijn dan de gemiddelde zichtcirkel ten tijde van de waarneming, al gauw vele honderden malen slechter dan het theoretisch mogelijke. De seeing is variabel en afhankelijk van de atmosferische omstandigheden en daardoor locatie. Voor de bouw van grote professionele telescopen worden daarom locaties uitgezocht met de beste seeing.
Sinds de jaren 1990 wordt adaptieve optiek gebruikt die deze effecten mede kan verminderen, waarmee het scheidend vermogen van telescopen op aarde aanzienlijk kan worden verbeterd.
Merk op dat een "goede" seeing wordt weergegeven door een kleinere getalwaarde, en een "slechte" seeing door een grotere getalwaarde.